# حمام انصاری
حمام انصاری مربوط به دوره قاجار است و در تهران، میدان منیریه، خیابان ولی عصر، خیابان فرهنگ، جنب کوچه قدسی واقع شده و این اثر در تاریخ ۱۱ دی ۱۳۸۰ با شمارهٔ ثبت ۴۵۶۹ به‌عنوان یکی از آثار ملی ایران به ثبت رسیده‌است. این بنا در حال حاضر به رستوران تبدیل شده است. 